# Comté de Stanton (Nebraska)
Pour les articles homonymes, voir Comté de Stanton.
Le comté de Stanton est un comté de l'État du Nebraska, aux États-Unis. Son siège est la ville de Stanton.